# جيف فينيش
جيف فينيش (بالإنجليزية: Jeff Fenech)‏ مواليد 28 مايو 1964 في نيوساوث ويلز، سيدني، أستراليا، هو ملاكم أسترالي سابق. حقق بطولة المجلس العالمي للملاكمة وبطولة الاتحاد الدولي للملاكمة. سبق أن شارك في دورة الألعاب الأولمبية الصيفية.

## إحصائيات
خاض خلال مسيرته 33 نزالا، فاز في 29 وتعادل في 1 وخسر في 3. فاز بالضربة القاضية في 21 نزالا.

## وصلات خارجية
- جيف فينيش على موقع بوكس ريك (الإنجليزية) (registration required)
- جيف فينيش على موقع أوليمبيديا (الإنجليزية)
- جيف فينيش على موقع اللجنة الأولمبية الأسترالية (الإنجليزية)
- جيف فينيش على موقع قاعة أستراليا للمشاهير الرياضية (الإنجليزية)
- الموقع الرسمي
- سجل الملاكمة لـ جيف فينيش من بوكس ريك